# Hydrophone

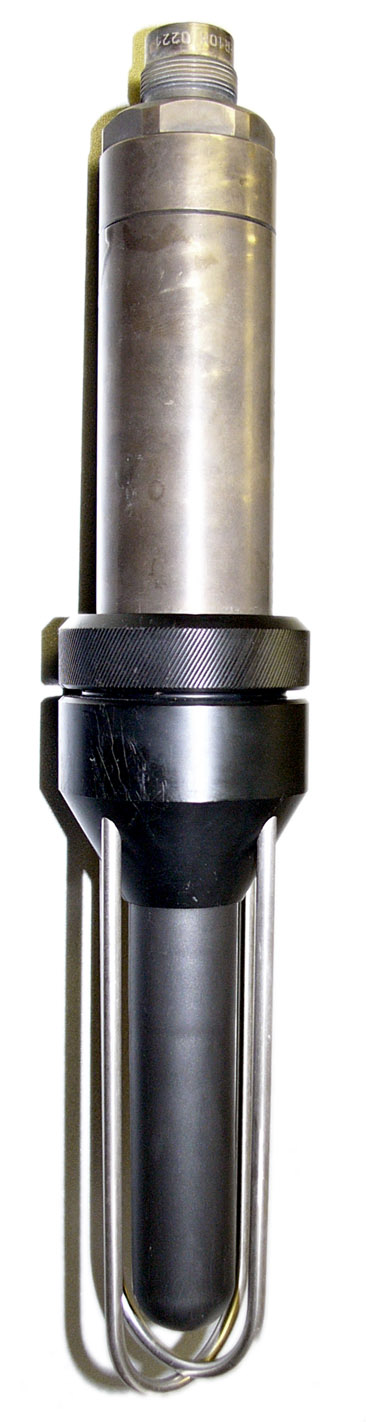
Một Hydrophone

Hydrophone (tiếng Hy Lạp cổ: ὕδωρ = nước  và φωνή = âm thanh ), đầu thu sóng trong nước, đầu thu sóng áp điện hay đầu thu gốm là loại cảm biến hoạt động dựa trên hiệu ứng áp điện, biến đổi áp suất trong chất lỏng thành tín hiệu điện.
Các đầu thu chuyển sóng áp suất (sóng dọc) sang điện áp, và dùng cho thu sóng trong môi trường nước nên gọi là Hydrophone, dẫu vậy nó làm việc trong mọi chất lỏng.
Các cảm biến áp điện (Piezoelectric sensor) có thể làm việc trong môi trường chất lỏng như một hydrophone.

## Nguyên lý hoạt động
Hiệu ứng áp điện là hiệu ứng thuận nghịch, xảy ra trong một số chất rắn như thạch anh, gốm kỹ thuật,... Khi đặt dưới áp lực thì bề mặt khối chất rắn phát sinh điện tích, và ngược lại nếu tích điện bề mặt thì khối sẽ nén dãn. Hiệu ứng có mức cực đại ở các phương cắt xác định cho mảnh cắt từ tinh thể chất rắn đó, và trong nhiều loại vật liệu thì phương cắt này là góc 45° so với trục chính của tinh thể.
Hiệu ứng áp điện được áp dụng rộng rãi trong kỹ thuật điện và điện tử, như chế các cảm biến điện áp, thanh trễ, linh kiện thạch anh để lọc và ổn định tần số, loa gốm, micro, đầu đánh lửa trong bếp ga hay bật lửa,...
Trong kỹ thuật thu phát sóng thường dùng mảnh cắt tinh thể gốm titanat bari (X-tal) và gắn điện cực (electrode) nối tới đầu ra (output). Trở kháng ra của đầu gốm cao, nên phải có tiền khuếch đại tại đầu thu trong cáp. Đầu thu này không có tính hướng.
Các đầu phát sóng, thường là phát siêu âm, thì được gia công thích hợp cho phát sóng.

## Sử dụng
Các Sonar thu sóng đơn kênh thì dùng loại được bọc vỏ kim loại.
Các Sonar thu chùm, và các quan sát địa chấn trên vùng nước (sông hồ biển) thì thu đa kênh. Khi đó đầu thu được ghép thành cáp đo, đặt trong ống nhựa polyurethane chứa dầu khoáng và được chỉnh tỷ trọng sao cho khi kéo theo tàu đo thì nó trôi nổi dưới mặt nước như con lươn (tiếng Anh: Eel Cable) hay con rắn (tiếng Đức: Schlange, tiếng Nga: Шланговый). Ví dụ Geometrics MicroEel Analog Seismic Solid Streamer có số kênh từ 1 đến 24. Geometrics còn chế cả loại đặt luôn khối số hóa trong cáp thu trên biển, truyền số liệu về máy tính trung tâm, như Digital Marine Streamer System DMS-1. Địa chấn phản xạ trên biển luôn phải thực hiện với hệ thống cáp đo này.
Đầu thu hydrophone cũng được chế thành cáp thu hố khoan đa kênh như Geometrics Downhole Hydrophone Array Model DHA-7 Lưu trữ ngày 3 tháng 8 năm 2015 tại Wayback Machine. Cáp thu hố khoan đa kênh được dùng tốt cho đo Địa chấn chiếu sóng.

## Ghép nhóm và đặc tính hướng
Trong sử dụng các đầu thu sóng thường được ghép thành nhóm, nối song song hoặc nối tiếp. Trường hợp hay sử dụng là ghép nhóm dọc N đầu thu đặt cách nhau khoảng đều Δx.
Tín hiệu tổng cộng, được khảo sát trong miền phổ theo biến đổi Fourier sẽ cho thấy rõ các hướng sóng truyền đến được cộng đồng pha hay cộng trái pha.
Cộng đồng pha xảy ra khi sóng đến từ hướng vuông góc với trục nhóm, và trong thực tế là ứng với các sóng phản xạ từ dưới sâu.
Khi khoảng Δx phù hợp, thì sóng đến dọc theo trục nhóm sẽ bị triệt giảm. Điều này được ứng dụng để triệt sóng trực tiếp từ nguồn sóng, hoặc các nhiễu sóng mặt trong địa chấn phản xạ, đặc biệt là Địa chấn nông phân giải cao.